# Alain Hopquin
Alain Hopquin est un footballeur français né le 26 février 1952 à Carentan (Manche). Il évolue au poste d'Arrière latéral droit du début des années 1970 à la fin des années 1980. 
Formé au Stade Malherbe Caen, il évolue ensuite au Racing Club de Lens dont il est le premier buteur en coupe d'Europe en 1975, contre l'équipe d'Home Farm. Il joue ensuite au Montpellier PSC et termine sa carrière au FC Sète. Il devient ensuite entraîneur et dirige notamment l'AS Frontignan Ac.

## Biographie
Alain Hopquin est ne le 26 février 1952 à Carentan dans le département de la Manche. Il découvre le football dans son village natal d'Isigny-sur-Mer et joue attaquant au sein de l'Étoile sportive d'Isigny-sur-Mer. Titulaire en promotion d'honneur amateur et sélectionné chez les cadets de Normandie, il est remarqué par le Stade Malherbe Caen qui le fait signer en 1968. En 1969, alors qu'il n’a que dix-sept ans, Celestin Oliver, l'entraîneur caennais en fait son titulaire en équipe première au poste de stoppeur. Cette même saison, il devient international junior. Il découvre l'année suivante la Division 2 toujours comme stoppeur, le club termine 15e du championnat mais est repêché grâce à sa meilleure moyenne de spectateurs. En 1971, il joue au poste de stoppeur ou de milieu défensif et devenu international amateur, il dispute les Jeux méditerranéens en octobre. Les Français terminent cinquième de la compétition après une victoire trois buts à un face à la Grèce
Il est recruté en 1972 par le Racing Club de Lens où il est replacé arrière latéral droit. Il dispute la totalité des rencontres du championnat de Division 2 que les Lensois remportent en fin de saison. Dixièmes en 1974 en championnat, les Lensois atteignent en 1975 la finale de la Coupe de France où ils retrouvent l'AS Saint-Étienne. Le RC Lens s'incline sur deux buts d'Oswaldo Piazza et de Jean-Michel Larqué et les Stéphanois réalisent leur quatrième doublé coupe-championnat de leur histoire. La saison suivante, les Lensois découvrent la Coupe d'Europe des vainqueurs de coupe grâce à leur place de finaliste en Coupe de France. Opposés en 16e de finale aux Irlandais d'Home Farm FC, Alain Hopquin est le premier buteur du club en compétition européenne. Il ouvre le score à la onzième minute du match qui se solde sur un match nul un but partout, les Lensois sont ensuite victorieux six buts à zéro au match retour. Au tour suivant, les Lensois s'inclinent fort logiquement contre les Hollandais d'ADO La Haye. Le retour au championnat est difficile, et le RC Lens sauve sa place dans l'élite lors des dernières journées.
Hopquin et ses coéquipiers terminent deuxième du championnat, à neuf points du FC Nantes en 1977, et se qualifient pour la Coupe UEFA. Les « Sang et Or » éliminent Malmö FF au premier tour, puis affrontent la Lazio Rome au tour suivant. Défaits à l'aller deux buts à zéro, les Lensois égalisent au terme de la rencontre puis inscrivent quatre buts lors des prolongations et l'emportent six buts à zéro. Après cet exploit, Lens est éliminé par les Allemands de l'Est du FC Magdebourg. Le retour à la réalité du championnat de France est compliqué et en fin de saison, le club redescend une nouvelle fois en seconde division, cinq ans après l'avoir quittée.
Alain Hopquin s'engage alors au Montpellier PSC qui vient de monter en division 2. Le club finit sixième du championnat après avoir été longtemps en course pour les barrages. En coupe, le club élimine successivement deux clubs de Division 1, le voisin nîmois et l'Olympique lyonnais avant d'être éliminé par l'AJ Auxerre en huitièmes de finale. Le club atteint la demi-finale de la Coupe de France en 1980. Les Montpelliérains s'inclinent à ce stade de la compétition face à l'AS Monaco. L'année suivante, il est premier du groupe A de division 2 avec ses coéquipiers, et le club accède ainsi à la première division. La défense montpelliéraine n’encaisse lors de cette saison que dix-sept buts. Le Montpellier PSC ne parvient cependant pas à remporter le titre de champion national de Division 2 s'inclinant cinq buts à deux sur les deux matchs disputés face au Stade brestois. La saison en Division 1 est cependant difficile, Alain Hopquin manque une partie du championnat à cause d'une blessure au ménisque et le MPSC redescend aussitôt. Il rejoint alors le FC Sète en division 3.
Il remporte avec les Sétois le groupe Sud de division 3 et retrouve la Division 2 en 1983. Titulaire la première saison à ce niveau, il perd peu à peu sa place et met fin à sa carrière en fin de saison 1986. Il intègre alors le staff technique du club mais en 1988, le FC Sète traverse une grave crise financière et il quitte alors le club. 
Recruté par la mairie de Frontignan, il entre au service des sports. Alain Hopquin devient également entraîneur du club local, l'Association Sportive Frontignan Athlétic Club qui joue en promotion d'honneur régionale. Il remporte avec son club le championnat de division d'honneur régionale en 1994 puis le championnat de division d'honneur en 1998. Il devient ensuite entraîneur du RCO Agde puis de La Clermontaise et revient en 2006 au club de l'AS Frontignan Ac. Il arrête sa carrière d'entraîneur en 2009.

## Palmarès
Alain Hopquin est Champion de France de Division 2 en 1973 avec le RC Lens. Il est également finaliste de la Coupe de France 1975 et vice-champion de France de Division 1 en 1977 avec le club nordiste.
Sous les couleurs du Montpellier PSC, il termine vice-champion de France de Division 2 en 1981 et, avec le FC Sète, il est champion de France de Division 3 (groupe Sud) en 1983.
Il compte également des sélections en équipe de France juniors et amateur. Il termine avec cette sélection cinquième des Jeux Méditerranéens en 1971.
Comme entraîneur, il est champion de division d'honneur régionale Languedoc-Roussillon en 1994 et en 1998 avec l'AS Frontignan Ac.

## Statistiques
Le tableau ci-dessous résume les statistiques en match officiel d'Alain Hopquin durant sa carrière de joueur professionnel,,.
| Saison                | Club                  | Championnat           | Championnat | Championnat | Coupe(s) nationale(s) | Coupe(s) nationale(s) | Compétition(s) continentale(s) | Compétition(s) continentale(s) | Compétition(s) continentale(s) | Finale de Division 2 | Finale de Division 2 | Total | Total |
| Saison                | Club                  | Division              | M.          | B.          | M.                    | B.                    | Comp.                          | M.                             | B.                             | M.                   | B.                   | M.    | B.    |
| 1970-1971             | SM Caen               | Division 2            | 24          | 1           | -                     | -                     | -                              | -                              | -                              | -                    | -                    | 24    | 1     |
| 1971-1972             | SM Caen               | Division 2            | 26          | 1           | -                     | -                     | -                              | -                              | -                              | -                    | -                    | 26    | 1     |
| 1972-1973             | RC Lens               | Division 2            | 34          | 0           | -                     | -                     | -                              | -                              | -                              | -                    | -                    | 34    | 0     |
| 1973-1974             | RC Lens               | Division 1            | 37          | 0           | 3                     | 0                     | -                              | -                              | -                              | -                    | -                    | 40    | 0     |
| 1974-1975             | RC Lens               | Division 1            | 27          | 3           | 8                     | 1                     | -                              | -                              | -                              | -                    | -                    | 35    | 4     |
| 1975-1976             | RC Lens               | Division 1            | 15          | 0           | -                     | -                     | C2                             | 4                              | 1                              | -                    | -                    | 19    | 1     |
| 1976-1977             | RC Lens               | Division 1            | 16          | 0           | 6                     | 0                     | -                              | -                              | -                              | -                    | -                    | 22    | 0     |
| 1977-1978             | RC Lens               | Division 1            | 24          | 0           | 1                     | 0                     | C3                             | 4                              | 0                              | -                    | -                    | 29    | 0     |
| 1978-1979             | Montpellier PSC       | Division 2            | 27          | 3           | 5                     | 0                     | -                              | -                              | -                              | -                    | -                    | 32    | 3     |
| 1979-1980             | Montpellier PSC       | Division 2            | 8           | 1           | 6                     | 0                     | -                              | -                              | -                              | -                    | -                    | 14    | 1     |
| 1980-1981             | Montpellier PSC       | Division 2            | 20          | 2           | 1                     | 0                     | -                              | -                              | -                              | 1                    | 0                    | 22    | 2     |
| 1981-1982             | Montpellier PSC       | Division 1            | 13          | 0           | 1                     | 0                     | -                              | -                              | -                              | -                    | -                    | 14    | 0     |
| 1982-1983             | FC Sète               | Division 3            | 28          | 2           | 1                     | 0                     | -                              | -                              | -                              | -                    | -                    | 29    | 2     |
| 1983-1984             | FC Sète               | Division 2            | 35          | 0           | 1                     | 0                     | -                              | -                              | -                              | -                    | -                    | 36    | 0     |
| 1984-1985             | FC Sète               | Division 2            | 15          | 0           | -                     | -                     | -                              | -                              | -                              | -                    | -                    | 15    | 0     |
| 1985-1986             | FC Sète               | Division 2            | 4           | 0           | 1                     | 0                     | -                              | -                              | -                              | -                    | -                    | 5     | 0     |
| Total sur la carrière | Total sur la carrière | Total sur la carrière | 353         | 13          | 34                    | 1                     | -                              | 8                              | 1                              | 1                    | 0                    | 396   | 15    |